# Фриденвајлер
Фриденвајлер (њем. Friedenweiler) општина је у њемачкој савезној држави Баден-Виртемберг. Једно је од 50 општинских средишта округа Брајсгау-Хохшварцвалд. Према процјени из 2010. у општини је живјело 2.030 становника. Посједује регионалну шифру (AGS) 8315039.

## Географски и демографски подаци
Фриденвајлер се налази у савезној држави Баден-Виртемберг у округу Брајсгау-Хохшварцвалд. Општина се налази на надморској висини од 900 метара. Површина општине износи 27,1 km². У самом мјесту је, према процјени из 2010. године, живјело 2.030 становника. Просјечна густина становништва износи 75 становника/km².